# Японский виски
Японский виски — вид виски, который производят в Японии. Производство виски в этой стране началось около 1870 года, первое коммерческое производство было создано в 1924 году, когда открылась винокурня «Ямадзаки». В целом японское виски наиболее близко по стилю шотландскому виски. Японские винокурни производят как купажированный виски, так и односолодовый.
В настоящее время в Японии более 15 винокурен, производящих виски, лидерами рынка являются группы Suntory и Nikka (входит в Asahi). Обе группы компаний владеют также целым рядом других производителей алкогольных напитков по всему миру, включая шотландские, ирландские и американские сорта виски.
В XX веке японский виски был мало известен за пределами страны, однако с началом XXI века эксперты стали весьма высоко оценивать качество целого ряда японских виски. Японский виски стал получать награды на международных выставках, начался активный экспорт в Европу, США и Азию.

## Японские вискокурни
- «Ямадзаки» (яп., Yamazaki, 1923) — принадлежит группе Suntory, находится на острове Хонсю между Осакой и Киото;
- «Хакусу» (Hakushu, 1973) — принадлежит Suntory, находится в префектуре Яманаси;
- «Йоити» (яп., Yoichi, 1934) — принадлежит Nikka, расположена на острове Хоккайдо;
- «Миягикё» (Miyagikyo, 1969) — ранее была известна как «Сэндай». Принадлежит Nikka;
- «Фудзи Готэмба» (Fuji Gotemba, 1972) — принадлежит Kirin. Находится у подножия горы Фудзи;
- «Титибу» (Chichibu, 2008) — находится в одноимённом городе;
- «Синсу Марс» (Shinshu Mars, 1985) — находится в префектуре Нагано. Была заново открыта в 2011 году после остановки в 1992—2011 годах;
- «Уайт Оак» (White Oak, 1984) — находится в Акаси;
- «Тита» (Chita, 1972) — принадлежит Suntory, находится в порту Нагоя. Производит зерновой виски;
- «Аккэси» (Akkeshi, 2016)
- «Кураёси» (Kurayoshi)